# Krasica
Krasica är en ort i Kroatien.   Den ligger i länet Gorski kotar, i den centrala delen av landet, 120 km sydväst om huvudstaden Zagreb. Krasica ligger 192 meter över havet och antalet invånare är 1 301.
Terrängen runt Krasica är huvudsakligen kuperad, men söderut är den platt. Havet är nära Krasica åt sydväst. Runt Krasica är det ganska tätbefolkat, med 100 invånare per kvadratkilometer. Närmaste större samhälle är Rijeka, 12,0 km väster om Krasica. Omgivningarna runt Krasica är en mosaik av jordbruksmark och naturlig växtlighet.